# Shirley Eikhard
Shirley Rose Eikhard (Sackville, 7 de noviembre de 1955-Orangeville, Ontario, 15 de diciembre de 2022) fue una cantautora canadiense. 

## Biografía
Publicó su primer álbum homónimo en 1972, el cual figuró en la posición número 58 de la lista canadiense RPM. Ha ganado dos Premios Juno en la categoría de mejor artista femenina de música country. Escribió la canción "Something to Talk About", grabada por la cantante Bonnie Raitt con gran éxito comercial.
Su amiga Deborah Duggan anunció que Shirley falleció, a causa de un cáncer, en la madrugada del 15 de diciembre de 2022, en un hospital en Orangeville, Ontario, rodeada de su familia.

## Premios y reconocimientos
- 1973: Ganadora del Premio Juno a mejor artista femenina de música country
- 1974: Ganadora del Premio Juno a mejor artista femenina de música country
- 1992: Nominada al Premio Juno a mejor compositor del año

Fuente:

## Discografía

### Álbumes
| Año  | Título                 | CAN |
| ---- | ---------------------- | --- |
| 1972 | Shirley Eikhard        | 58  |
| 1975 | Child of the Present   |     |
| 1976 | Let Me Down Easy       |     |
| 1977 | Horizons               |     |
| 1987 | Taking Charge          |     |
| 1995 | If I Had My Way        |     |
| 1996 | The Jazz Sessions      |     |
| 1998 | Going Home             |     |
| 1999 | The Last Hurrah        |     |
| 2001 | End of the Day         |     |
| 2003 | Stay Open              |     |
| 2005 | Country                |     |
| 2005 | Pop                    |     |
| 2006 | The Holidays Are Here  |     |
| 2007 | Stuck in This Groove   |     |
| 2008 | Riding on the 65       |     |
| 2012 | Dream of a Perfect Day |     |

### Sencillos
| Año  | Título                      | Posición en listas | Posición en listas | Posición en listas | Álbum                |
| Año  | Título                      | CAN                | CAN AC             | CAN Country        | Álbum                |
| ---- | --------------------------- | ------------------ | ------------------ | ------------------ | -------------------- |
| 1971 | "It Takes Time"             | —                  | 7                  | 33                 | Shirley Eikhard      |
| 1971 | "Something in Your Face"    | —                  | 2                  | 11                 | Shirley Eikhard      |
| 1972 | "Smiling Wine"              | 49                 | 1                  | 1                  | Shirley Eikhard      |
| 1973 | "Right on Believing"        | —                  | —                  | 40                 | Sencillo             |
| 1974 | "Rescue Me"                 | 87                 | 70                 | 98                 | Sencillo             |
| 1975 | "Play a Little Bit Longer"  | 72                 | 18                 | —                  | Child of the Present |
| 1976 | "I Just Wanted You to Know" | 77                 | 18                 | —                  | Child of the Present |
| 1976 | "Say You Love Me"           | 34                 | 4                  | —                  | Let Me Down Easy     |
| 1977 | "Let Me Down Easy"          | 64                 | 20                 | —                  | Let Me Down Easy     |
| 1977 | "Someday Soon"              | —                  | 21                 | —                  | Horizons             |
| 1977 | "Don't Let Me Down"         | 76                 | 19                 | —                  | Horizons             |
| 1983 | "Something That Lasts"      | —                  | 22                 | —                  | Taking Charge        |
| 1986 | "It's Understood"           | —                  | 27                 | —                  | Taking Charge        |
| 1987 | "You're My Weakness"        | —                  | 25                 | —                  | Taking Charge        |
| 1995 | "Take the Fall"             | —                  | 30                 | 51                 | If I Had My Way      |